# Maurits De Vroede
Maurits De Vroede (Mechelen, 31 mei 1922 - Oostende, 8 januari 2002) was een Belgisch journalist, historicus, pedagogisch wetenschapper en hoogleraar aan de Katholieke Universiteit Leuven.

## Biografie
Maurits de Vroede werd na de Tweede Wereldoorlog redacteur bij De Standaard. Nadien legde hij zich toe op wetenschappelijk onderzoek en promoveerde hij tot doctor aan de Katholieke Universiteit Leuven met een proefschrift over de opleiding van onderwijzers in het midden van de 19e eeuw. Vanaf de jaren 1960 was hij aan de afdeling Historische Pedagogiek van de faculteit Pedagogie en Psychologie van de Leuvense universiteit verbonden. Zijn onderzoek richtte zich onder meer op de Vlaamse Beweging, het onderwijs, het Schoolpact en de katholieke congregaties. In 1987 ging hij met emeritaat.
Hij was samen met de Nederlander Henk de Wolf in 1975 betrokken bij de oprichting van de Belgisch-Nederlandse Vereniging voor de Geschiedenis van Opvoeding en Onderwijs (BNVGOO, sinds 2018 BENGOO), waarvan hij de eerste voorzitter was.
- Bibliothèque nationale de France: cb121826681 (data)
- Digitale Bibliotheek voor de Nederlandse Letteren: vroe001
- Gemeinsame Normdatei: 119418738
- International Standard Name Identifier: 0000 0001 1030 0478
- Library of Congress Control Number: n79141059
- Nationale Bibliotheek van Tsjechië: jn19981000616
- Nationale Bibliotheek van Israël: 987007277123705171
- Nederlandse Thesaurus van Auteursnamen: 06896658X
- Réseau des bibliothèques de Suisse occidentale: 02-A005739602
- Système universitaire de documentation: 030406536
- Virtual International Authority File: 79073441
- WorldCat: E39PBJwX9pBj8QkCDGHhXgfjG3